# Vichy Célestins
Pour les articles homonymes, voir Vichy (homonymie) et Célestins (homonymie).
Vichy Célestins est une eau minérale des eaux de source de Vichy qui jaillit un peu à l'écart des autres sources de la ville de Vichy jaillissant dans le quartier dit thermal. La marque Vichy Célestins appartient au groupe Roxane depuis 2008.

## Historique
La source se situe au pied de l'ancien couvent des Célestins, construit en 1410, dont il ne reste que quelques vestiges et qui lui a donné son nom.
En mai-juin 1676, madame de Sévigné se rend pour la première fois à Vichy pour une cure de quinze jours. Dès cette période, on commence à acheminer des bouteilles cachetées vers la capitale. En septembre 1687, elle décide de suivre une amie à Bourbon mais se fait livrer son eau de Vichy : "que l'on fait venir ici en un jour".
Déclarée d'intérêt public par un décret impérial le 23 janvier 1861, elle est dotée d'un vaste périmètre de protection.
Le bâtiment néo-classique du XIXe siècle abritant la source, ainsi que l'orangerie du parc, sont inscrits aux monuments historiques en janvier 1986.
En 1993, le groupe Castel devient actionnaire de la Compagnie fermière de Vichy, société qui exploite les sources de Vichy.
En 2008, le groupe Castel cède le groupe Alma, dont Vichy Célestins, au groupe Roxane (51 %) et à une entreprise pharmaceutique japonaise Otsuka Pharmaceutical Co. (49 %). Le bâtiment, le parc et la source elle-même sont propriétés de l'État.
En juin 2018, le centre Vichy Célestins Spa Resort Retaj ouvre à Doha au Qatar. En septembre, un autre centre Vichy Célestins Spa Hotel ouvre au Maroc à Bouznika, conçu par l'architecte Cabell B. Robinson.

## Propriétés et composition analytique
Vichy Célestins est une eau minérale qui jaillit de façon naturelle à température constante de 17,3 °C, elle est naturellement gazeuse. Parmi les eaux de Vichy, l'eau des Célestins fait partie du groupe dite des « sources froides » avec les sources du Parc et les sources Lucas, en opposition aux trois autres sources dites « chaudes » : Chomel, Grande-Grille et Hôpital dont la température de sortie est plus élevée.
Comme pratiquement toutes les eaux gazeuses, et certaines eaux plates, elle subit des opérations classiques de déferrisation et de regazéification. L'eau est séparée de son dioxyde de carbone afin de pouvoir être déferrisée. Puis le gaz, stocké, est réintroduit dans les mêmes proportions qu'à l'émergence au moment de l'embouteillage.
L'eau Vichy Célestins appartient à la famille des eaux bicarbonatées sodiques, groupe d'eaux très minéralisées. Son résidu sec fait d'elle une eau particulièrement riche en sels minéraux et oligo-éléments.
| Éléments             | Proportion en mg/L |
| -------------------- | ------------------ |
| Calcium (Ca2+)       | 103                |
| Magnésium (Mg2+)     | 10                 |
| Sodium (Na+)         | 1 172              |
| Potassium (K+)       | 66                 |
| Bicarbonates (HCO3–) | 3 025              |
| Sulfates (SO42–)     | 138                |
| Chlorures            | 235                |
| Fluorures            | <1,5               |
| Résidu sec à 180 °C  | 3 325              |
| pH                   | 6,8                |

Du fait de sa forte teneur en sodium, cette eau est déconseillée aux personnes faisant de l'hypertension artérielle (elles doivent demander l'avis de leur médecin généraliste ou de leur cardiologue).

## Chiffres
L'eau Les Célestins est utilisée en cure de boissons à Vichy, tout comme les autres sources de la ville thermale. Elle est cependant la plus connue et la plus célèbre des sources de Vichy car elle est la seule qui soit embouteillée et commercialisée.
La Société commerciale d’eaux minérales du bassin de Vichy (SCBV) gère l’embouteillage des eaux de Vichy Célestins et de Saint-Yorre. Celle-ci se situe à Saint-Yorre, au 9 rue des Sources, à quelques km au sud de la source des Célestins. L'eau est acheminé depuis la source jusqu'à l'usine d'embouteillage via une canalisation en polyéthylène. Cette société emploie 150 salariés (2016) et produit 104 millions de bouteilles par an dont 40 millions de Vichy Célestins exportées dans plus de quarante pays, pour un chiffre d'affaires de 50 millions d'euros.

## Galerie

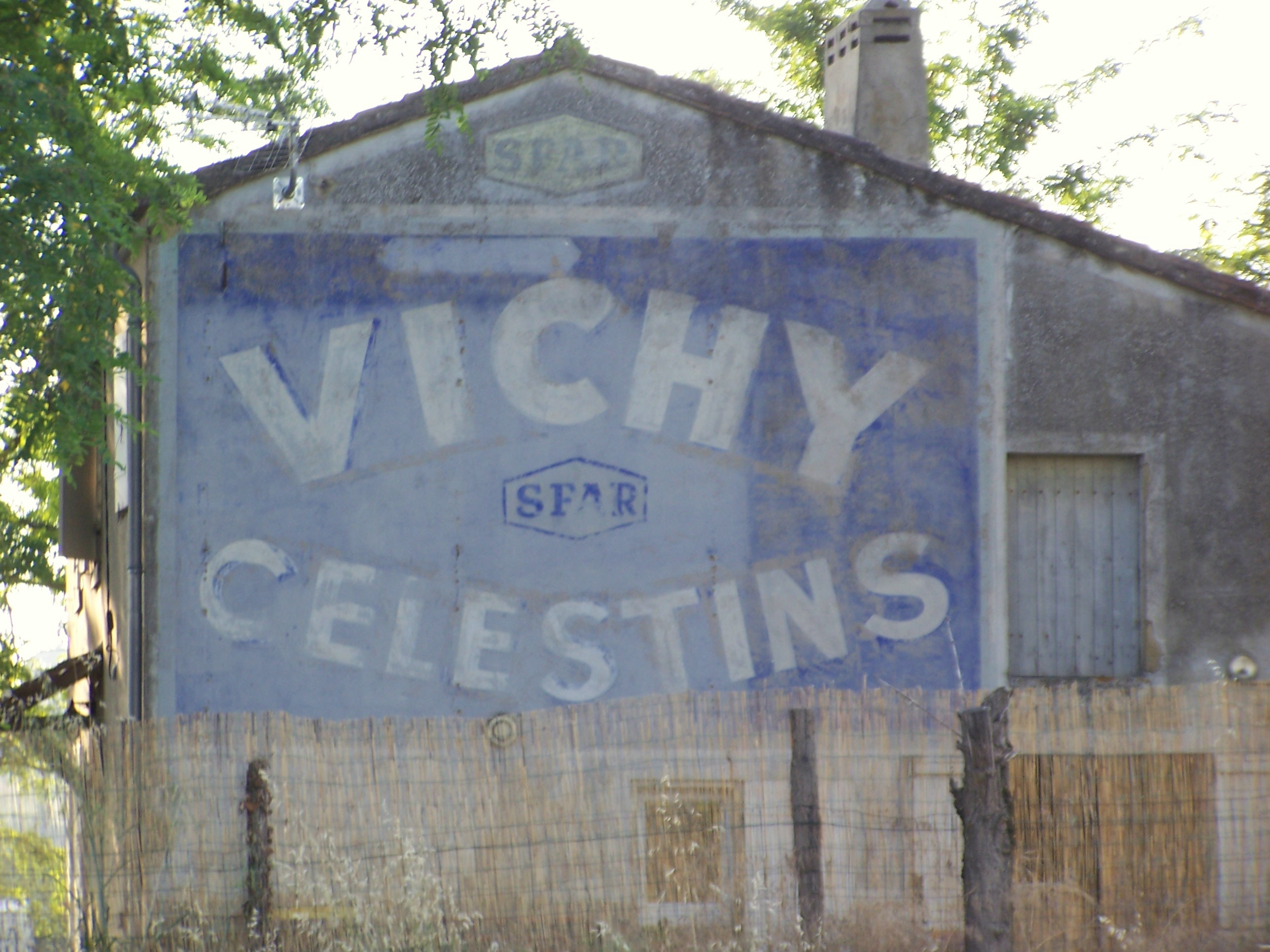
Publicité murale Vichy Célestins à Lamothe-Landerron.
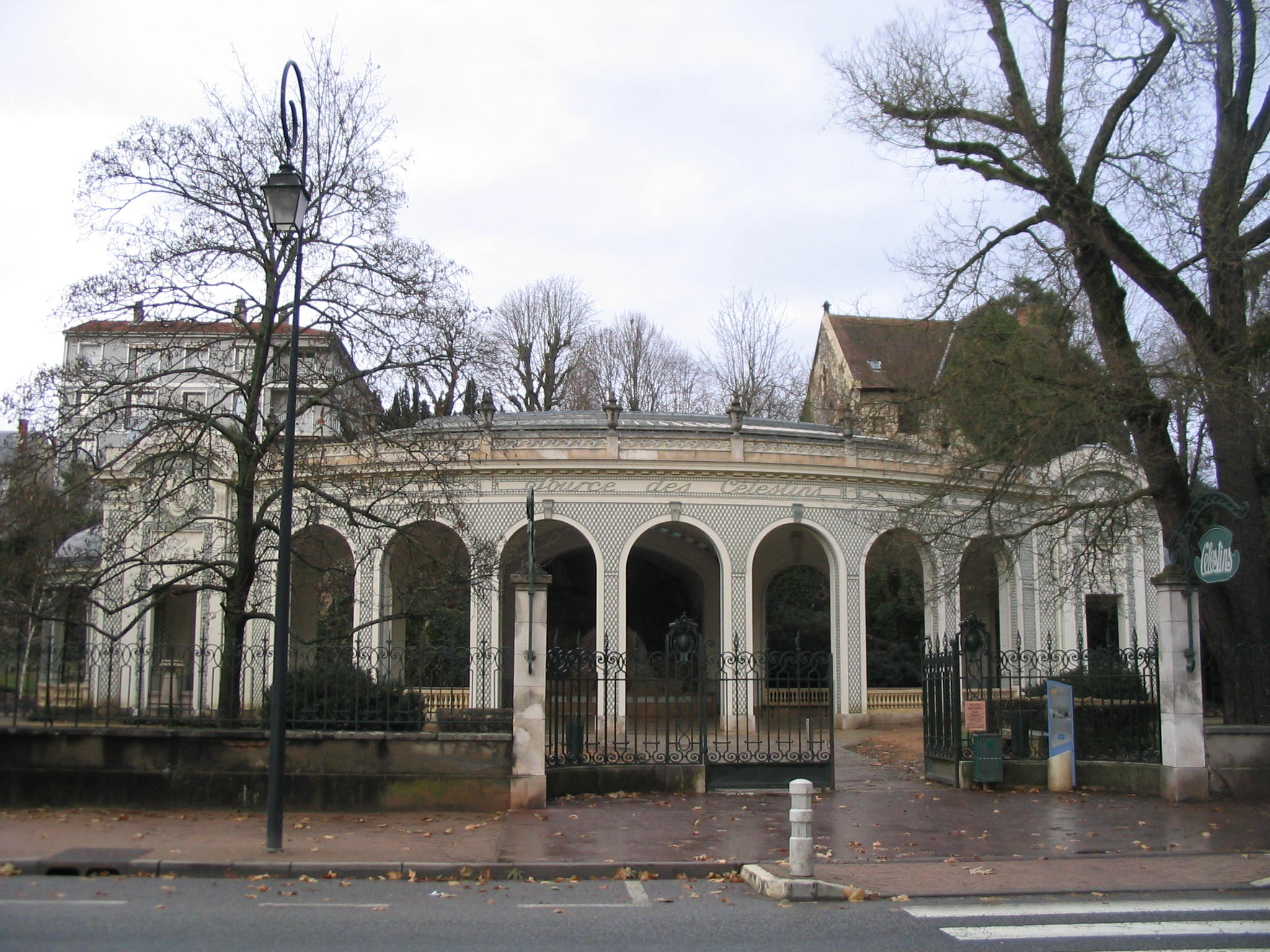
Hall de la source des Célestins, dans le parc des Célestins, au pied des ruines du monastère des Célestins (dont on aperçoit le toit en haut à droite).
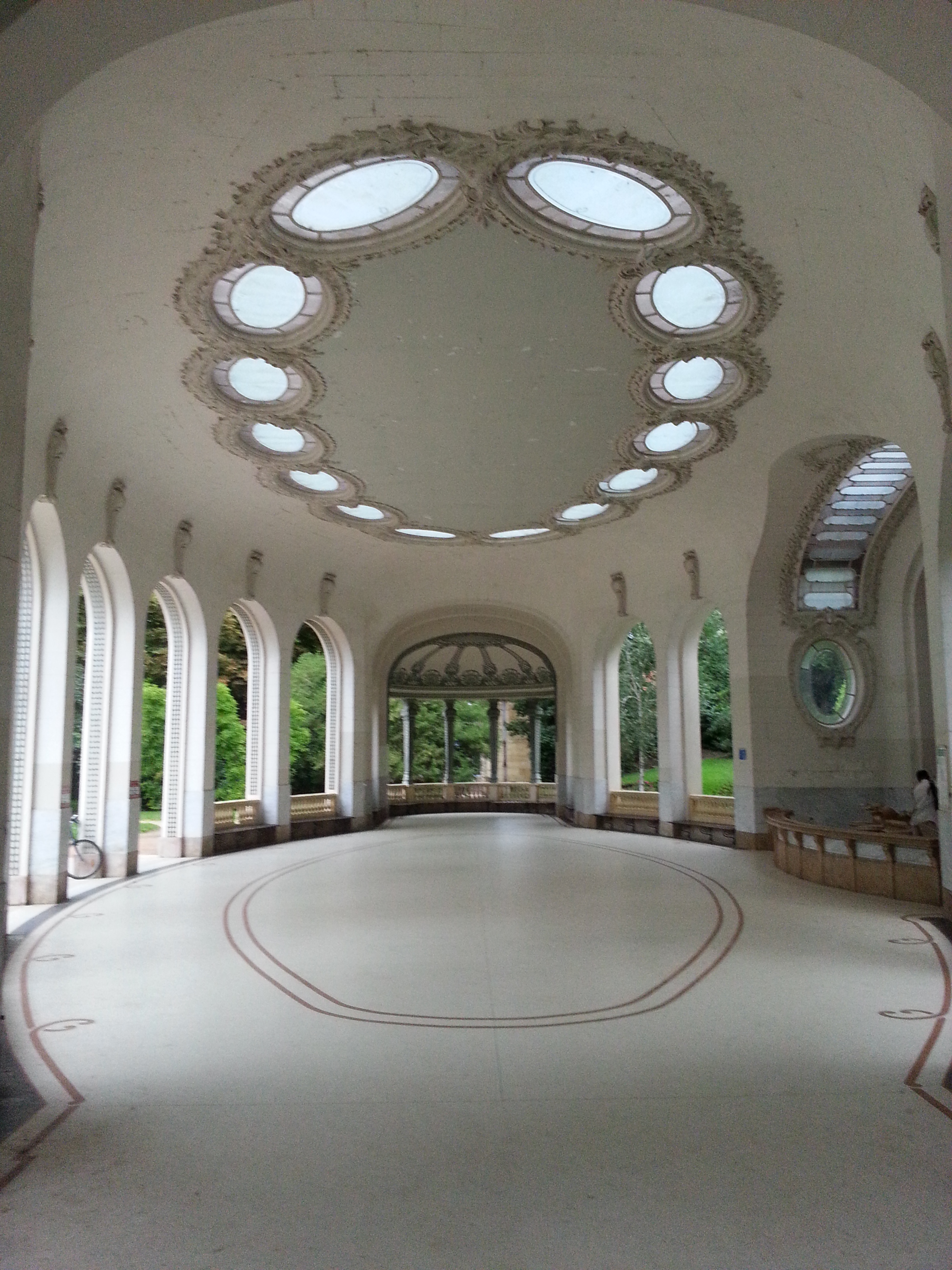
Hall de la source des Célestins.
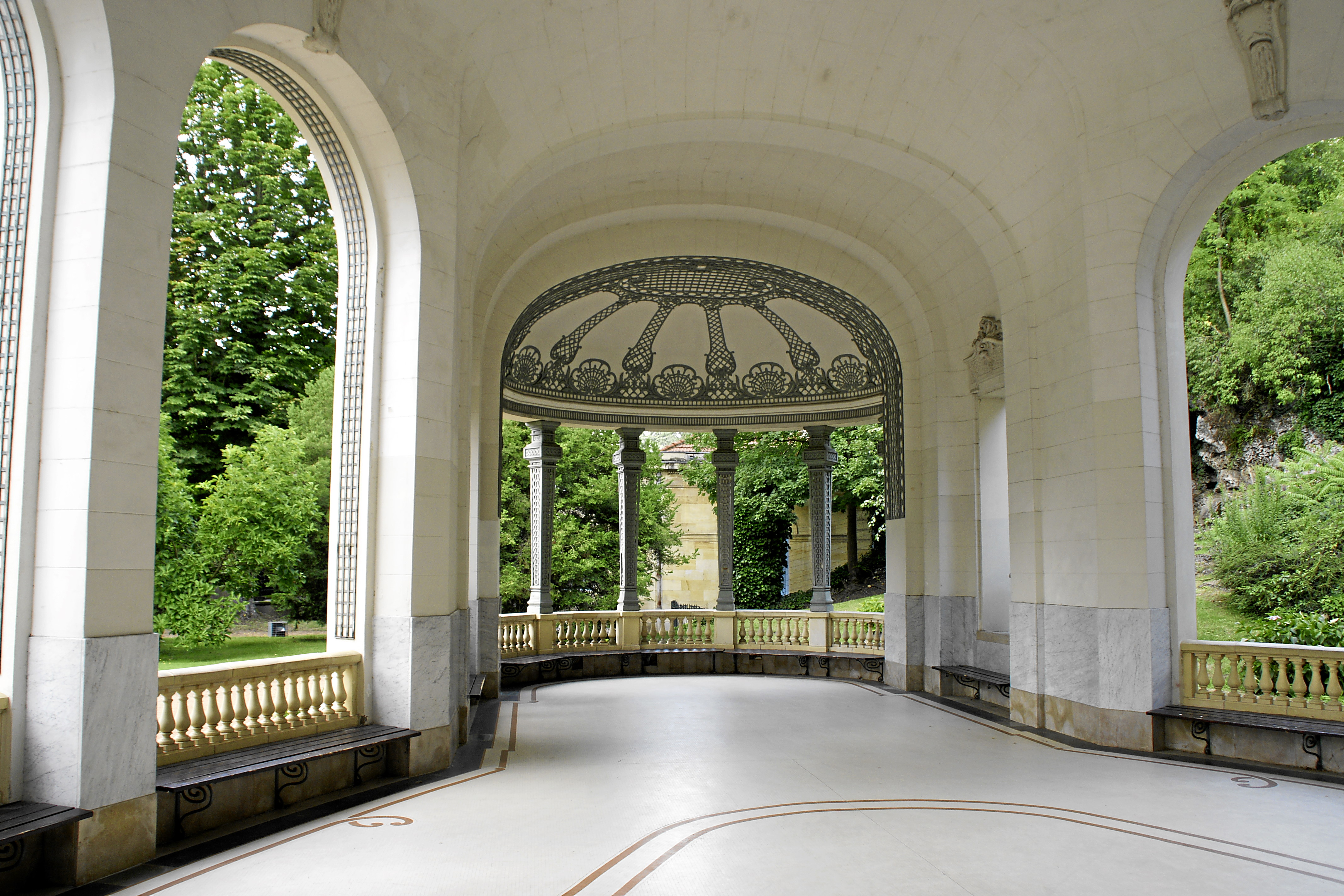
Hall de la source des Célestins.
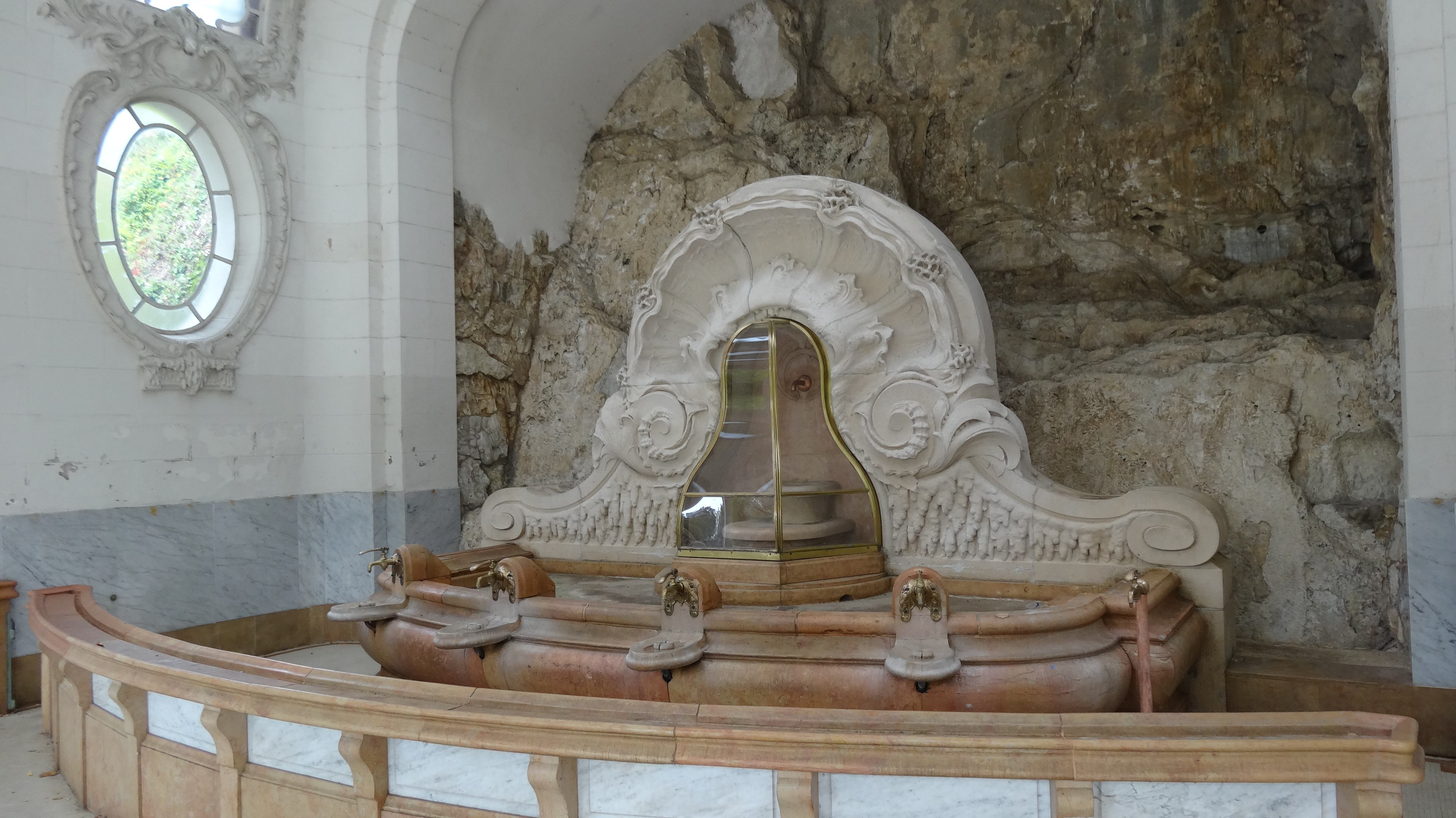
La source des Célestins.
Bar à eau des Célestins, entre 1890 et 1900.